# Нарышкин бастион Петропавловской крепости
Нарышкин бастион — памятник архитектуры. Расположен в Петроградском районе Санкт-Петербурга в южной части Петропавловской крепости. Назван в честь надзиравшего за строительством К. А. Нарышкина. С 15 июня 1725 года назывался бастионом Екатерины.
На Неву выходят три бастиона крепости, Нарышкин — центральный из них. Изначально, как и все бастионы и куртины крепости, бастион был земляным. В камне его построили в 1725—1729 годах. В 1731 году на бастионе была размещена каменная башня с флагштоком, проект которой создал Доменико Трезини. На флагштоке поднимался гюйс, при визитах императора и в праздники — царский штандарт; после революции традиция была отменена, но в 2000 году было решено вновь поднимать гюйс. В правом фланке бастиона сделана сортия.
В XVIII—середине XIX века казематы, изначально двухъярусные, были приспособлены под производство и склады Монетного двора. В первой половине XIX века их сделали одноярусными. В начале 1826 года в левом фланке сделали десять одиночных камер, во время следствия в них содержали декабристов. В конце XIX—начале XX века казематы были приспособлены под казармы для Ижорского резервного и Саперного батальонов, Стрелкового полка и крепостной артиллерийской роты.
Наружные стены этого бастиона, как и стены прочих выходящих к Неве бастионов и куртин, облицевали гранитными плитами по проекту Р. Р. Томилова в 1779—1780 годах.
После 1908 года старые орудия, стоявшие на этом бастионе, как и на других бастионах крепости, были заменены на 11 шестидюймовых. Тут же расположена «вестовая» пушка, из которой с 1873 по 1934 годы, а потом с 1957 года производился полуденный выстрел (и сигнал которой послужил сигналом для выстрела «Авроры»). На 1978 год на бастионе стояли две шестидюймовые гаубицы образца 1938 года. Выстрел производится по хронометру орудийного расчета.
В 2011 году 3 из 9 казематов бастиона было невозможно использовать в связи с аварийным состоянием.